# Петько Сергій Юрійович
Сергій Юрійович Петько (нар. 23 січня 1994, Нова Водолага, Харківська область, Україна) — український футболіст, півзахисник і капітан команди«Фенікс Маріуполь» . Колишній гравець молодіжної збірної України.

## Кар'єра
Сергій Петько народився 23 січня 1994 року. Вихованець харківського УФК.
З початку 2013 року грав у молодіжному складі одеського «Чорноморця». Свій перший офіційний матч за основний склад «моряків» Сергій провів 1 квітня 2015 року у розіграші кубку України: одесити зустрілися з дніпропетровським «Дніпром» (0:4). Вийшовши зі стартових хвилин, Сергій провів на полі увесь матч. Через чотири дні Петько дебютував у Прем'єр-лізі в матчі проти київського «Динамо» (0:2), також відігравши всі 90 хвилин. З того часу впродовж трьох сезонів Сергій Петько відіграв за «Чорноморець» 25 матчів у Прем'єр-лізі (1 гол) та 6 поєдинків у Кубку України.
На початку березня 2017 року перейшов на правах оренди в першоліговий «Верес», де виступав до кінця сезону, допомігши рівненській команді вийти у Прем'єр-лігу, після чого перейшов в інший першоліговий клуб, одеську «Жемчужину».
У кінці заявочного періоду зимового міжсезоння 2018 року Максим Петько став футболістом першолігової луцької «Волині». Дебютував за нову команду футболіст 24 березня 2018 року в переможному домашньому матчі з охтирським «Нафтовиком-Укрнафта».. Загалом за луцьку команду зіграв 30 матчів у всіх турнірах і голами не відзначився.
В кінці липня 2019 року підписав контракт з рівненським «Вересом». Разом з клубом пройшов шлях від Другої ліги до виходу в Прем'єр-лігу України.
27 червня 2022 року Петько залишив рівненський клуб на правах вільного агента. Вже 3 липня того ж року уклав контракт з одеським «Чорноморцем».
Професіональна кар'єра
| Сезон                   | Команда                 | Турнір                  | І  | Г |
| 2014-15                 | «Чорноморець»           | Прем'єр-ліга            | 9  | 0 |
| 2015-16                 | «Чорноморець»           | Прем'єр-ліга            | 12 | 1 |
| 2016-17                 | «Чорноморець»           | Прем'єр-ліга            | 4  | 0 |
| Усього за «Чорноморець» | Усього за «Чорноморець» | Усього за «Чорноморець» | 25 | 1 |
| 2016-17                 | «Верес»                 | Перша ліга              | 7  | 0 |
| 2017-18                 | «Жемчужина» (Одеса)     | Перша ліга              | 11 | 1 |
| 2017-18                 | «Волинь»                | Перша ліга              | 6  | 0 |
| 2018-19                 | «Волинь»                | Перша ліга              | 23 | 0 |
| Усього за «Волинь»      | Усього за «Волинь»      | Усього за «Волинь»      | 29 | 0 |
| 2019-20                 | «Верес»                 | Друга ліга              | 19 | 3 |
| 2020-21                 | «Верес»                 | Перша ліга              | 19 | 3 |
| 2021-22                 | «Верес»                 | Прем'єр-ліга            | 12 | 0 |
| Усього за «Верес»       | Усього за «Верес»       | Усього за «Верес»       | 57 | 6 |
| 2022-23                 | «Чорноморець»           | Прем'єр-ліга            | 2  | 0 |
| 2022-23                 | «Минай»                 | Прем'єр-ліга            | 12 | 1 |
| 2023-24                 | «Минай»                 | Прем'єр-ліга            | 19 | 1 |
| Усього за «Минай»       | Усього за «Минай»       | Усього за «Минай»       | 31 | 2 |

## Міжнародна кар'єра
У червні 2015 року був викликаний тренером української «молодіжки» Сергієм Ковальцем для участі у Меморіалі Лобановського. На цьому турнірі «жовто-сині» посіли друге місце, а Петько взяв участь в обох матчах.